# Зинаевка
Зинаевка — деревня в Наро-Фоминском районе Московской области, входит в состав сельского поселения Атепцевское. Численность постоянного населения по Всероссийской переписи 2010 года — 1 человек, в деревне числятся 3 улицы, гск и 5 садовых товариществ. До 2006 года Зинаевка входила в состав Каменского сельского округа.
Деревня расположена на востоке района, у истока ручья Барский (бассейн реки Нары) на границе Троицкого административного округа Москвы, примерно в 17 км, к юго-востоку, от Наро-Фоминска, высота центра над уровнем моря 189 м. Ближайший населённый пункт — Новоселки в 1 км на запад.